# Dáithí Ó Conaill
Dáithí Ó Conaill   (Cork, maig 1938 - Dublín, 1 de gener de 1991) també anomenat David O'Connell, va ser un republicà irlandès, membre del Consell de l'Exèrcit de l'IRA de l'IRA Provisional i vicepresident del Sinn Féin i del Sinn Féin republicà. També va ser el primer cap d'estat major de l'IRA de la Continuitat, des de la seva fundació el 1986 fins a la seva mort el 1991.
Nascut a Cork, es va unir al moviment republicà als 17 anys i va participar en la campanya de la frontera de l'IRA, entre 1956 i 1962. El 1957 fou arrestat i empresonat a la presó de Curragh, d'on aconseguí escapar amb Ruairí Ó Brádaigh. Al final de la campanya, amb molts dels anteriors dirigents arrestats o internats. Ó Conail ascendí a Director d'Operacions i entrà al Consell de l'Exèrcit (army Council) de l'IRA. Als anys 1960, el cap d'estat major de l'IRA, Cathal Goulding, el va nomenar oficial comandant (O/C) de la unitat de Donegal.
Ó Conaill va ajudar a formar l'IRA Provisional després de la divisió de l'IRA de 1969, va formar part del primer Consell de l'Exèrcit Provisional de l'IRA Provisional i va ser.ne el Director de Publicitat. El 1970 va viatjar a Nova York i va contribuir a establir l'Irlandès Northern Aid o NORAID, que va recaptar fons per als Provisionals. El 1971 va viatjar a Praga i va comprar 4,5 tones d’armes lleugeres a la companyia estatal de comercialització d’armes de la Txecoslovàquia socialista. Les armes serien interceptades abans d'arribar a Irlanda.
A més de l'activitat en l'IRA, estigué implicat en el lideratge del Sinn Fein, i en la redacció de la política Éire Nua, treballant amb Ruairí Ó Brádaigh, que va ser llançada pel Sinn Féin el juny del 1972. També va tenir un paper principal en les negociacions de treva entre l’IRA i el Govern del Regne Unit entre juny i juliol de 1972, i en nombroses negociacions posteriors, al costat de dirigents provisionals com Seán Mac Stíofáin, Seamus Twomey, Gerry Adams i Martin McGuinness. En fracassar les negociacions, en una entrevista a Weekend World de la London Weekend Television el 17 de novembre de 1974, Ó Conaill va afirmar que hi hauria una escalada de la violència de l'IRA. Quatre dies després, el 21 de novembre, l'IRA va fer esclatar bombes a dos pubs de Birmingham i va matar 21 civils. Això no era el que pretenia Ó Conaill, ja que la direcció de l'IRA Provisional va desautoritzar els atemptats amb bomba indiscriminats a Anglaterra. L'entrevista i els atacs van conduir a la introducció de la Llei de prevenció del terrorisme al Regne Unit. Se li atribueix la introducció del cotxe-bomba en el conflicte.
Malgrat ser a la clandestinitat, sent Oficial de Comandament (O/C) de l'IRA al Sud d'Irlanda, Ó Conail va apreixer diverses vegades en entrevistes als mitjans i en actes públics, mostrant sovint una posició desafiant i contundent, tanmateix, participà de forma sectreta en diversos contactes tant amb el govern britànic com amb institucions civils i religioses d'Irlanda del Nord. El juliol de 1975 fou detingut i empresonat. El 1977 prengué part en una vaga de fam dels presoners de l'IRA.
Després de sortir de la presó participà en l'activitat política del Sinn Fein, del qual va ser vicepresident, i en el moviment contra els Blocs H i la campanya de solidaritat amb els vaguistes de fam de 1981. El 1983, juntament amb Ruairí Ó Brádaigh, va renunciar al càrrec de vicepresident del Sinn Féin per oposició a l'abandó de la política Éire Nua, que apostava per una solució federalista, política que rebutjaven els nous dirigents com Adams, Morrison o McGuiness.
Al congrés del Sinn Féin de 1986, es va oposar a la decisió de deixar l'abstencionisme al parlament sudirlandès. Es va unir a la sortida dirigida pel seu company de molts anys Ruairí Ó Brádaigh i va ser president del Sinn Féin Republicà del 1986 al 1987 i posteriorment vicepresident del partit. També fou Cap de l'IRA de la Continuïtat.
Va morir a casa seva, a Dublín, l'1 de gener de 1991.